# Mecostethus rufifemoralis
Mecostethus rufifemoralis is een rechtvleugelig insect uit de familie veldsprinkhanen (Acrididae). De wetenschappelijke naam van deze soort is voor het eerst geldig gepubliceerd in 2009 door Zheng & Shi.